# Pomrčina Sunca 3. rujna 2081.
Potpuna pomrčina Sunca dogodit će se u srijedu, 3. rujna 2081. godine. Pomrčina Sunca događa se kada Mjesec prođe između Zemlje i Sunca, čime potpuno ili djelomično zakloni sliku Sunca promatraču na Zemlji. Potpuna pomrčina Sunca događa se kada je prividni promjer Mjeseca veći od Sunčevog, blokirajući svu izravnu sunčevu svjetlost, pretvarajući dan u tamu. Potpuna pomrčina se događa na uskoj traci preko Zemljine površine, s djelomičnom pomrčinom Sunca vidljivom u okolnom području širokom tisućama kilometara. Put potpune pomrčine započet će u Atlantskom oceanu, kod europskog kopna u 07:26:49 UTC i završit će na indonezijskom otoku Java u 10:43:03 UTC.

## Zemlje i teritoriji u kojima se događa potpuna pomrčina
- Guernsey
- Jersey
- Francuska
- Švicarska
- Njemačka
- Lihtenštajn
- Austrija
- Italija
- Slovenija
- Hrvatska
- Mađarska
- Bosna i Hercegovina
- Srbija
- Rumunjska
- Bugarska
- purica
- Sirija
- Irak
- Iran
- Kuvajt
- Saudijska Arabija
- Bahrein
- Katar
- Ujedinjeni Arapski Emirati
- Oman
- Maldivi
- Indonezija

## Veliki gradovi
- Pariz
- Ankara
- Bagdad
- Doha
- Abu Dhabi